# حاجی فتحعلی
حاجی فتحعلی، روستایی از توابع بخش مرکزی شهرستان بوئین میاندشت در استان اصفهان ایران است.که مردم آن به گویش بختیاری تکلم می کنند.

## جمعیت
این روستا در دهستان ییلاق قرار دارد و براساس سرشماری مرکز آمار ایران در سال ۱۳۸۵، جمعیت آن ۱۶۷ نفر (۲۳خانوار) بوده‌است.